# Ścinawa (gmina)
Ścinawa – gmina miejsko-wiejska w województwie dolnośląskim, w powiecie lubińskim. W latach 1975–1998 gmina położona była w województwie legnickim.
Siedziba gminy to Ścinawa.
Według danych z 30 czerwca 2004 gminę zamieszkiwały 10 603 osoby. Natomiast według danych z 30 czerwca 2020 roku gminę zamieszkiwały 9842 osoby.

## Struktura powierzchni
Według danych z roku 2002 gmina Ścinawa ma obszar 164,56 km², w tym:
- użytki rolne: 74%
- użytki leśne: 14%

Gmina stanowi 23,11% powierzchni powiatu.

## Demografia

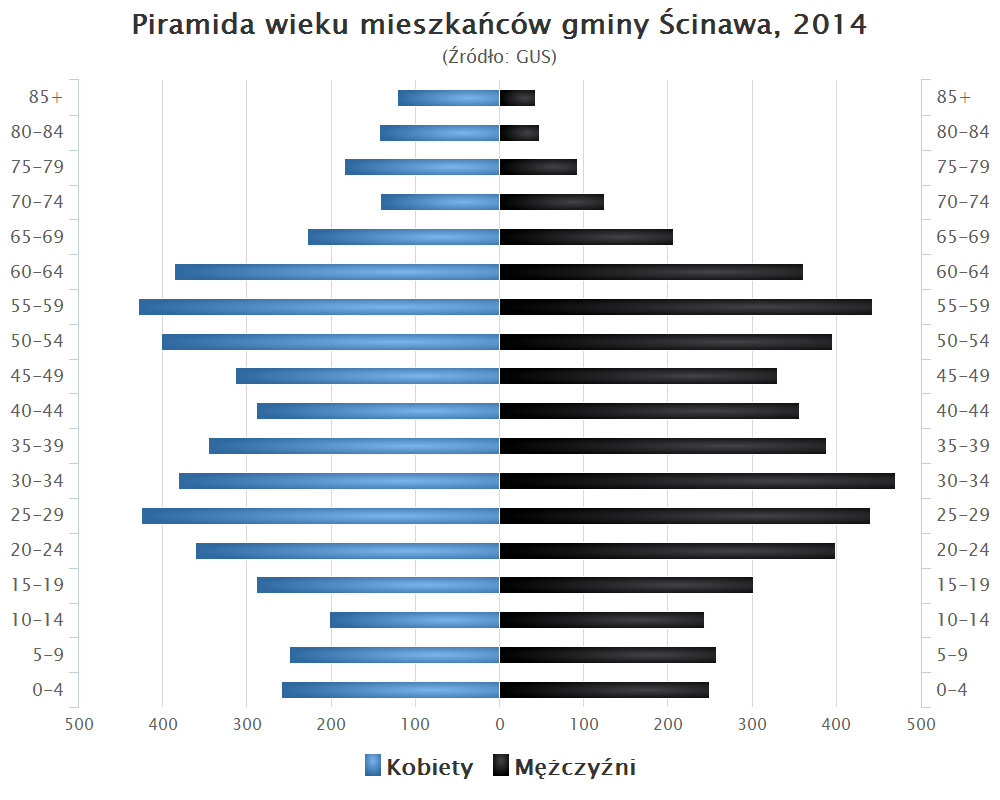
Piramida wieku mieszkańców gminy Ścinawa w 2014 roku

Dane z 30 czerwca 2004:
| Opis                              | Ogółem | Ogółem | Kobiety | Kobiety | Mężczyźni | Mężczyźni |
| --------------------------------- | ------ | ------ | ------- | ------- | --------- | --------- |
| jednostka                         | osób   | %      | osób    | %       | osób      | %         |
| populacja                         | 10 603 | 100    | 5400    | 50,9    | 5203      | 49,1      |
| gęstość zaludnienia (mieszk./km²) | 64,4   | 64,4   | 32,8    | 32,8    | 31,6      | 31,6      |

## Sołectwa
Buszkowice, Chełmek Wołowski, Dąbrowa Środkowa, Dębiec, Dłużyce, Dziesław, Dziewin, Jurcz, Krzyżowa, Lasowice, Parszowice, Przychowa, Redlice, Ręszów, Sitno, Turów, Tymowa, Wielowieś, Zaborów.
Miejscowości bez statusu sołectwa: Grzybów, Przystań.

## Sąsiednie gminy
Lubin, Prochowice, Rudna, Wińsko, Wołów